# Месія Дюни
«Месія Дюни» (англ. Dune Messiah) — науково-фантастичний роман американського письменника Френка Герберта 1969 року, продовження роману «Дюна».
Здобувши владу над всім людством, Пол Муад'Діб передбачає руйнівні наслідки того, що став для народу месією. Завдяки ясновидінню він знає майбутнє, проте не може його відвернути, чим користуються змовники, аби схилити його до зречення трону. Муад'Дібу лишається виконати свою місію попри всі перепони.

## Сюжет
Пол Муад'Діб вже 12 років править усім відомим Всесвітом як імператор з планети Арракіс, контролюючи єдине джерело «прянощів», необхідних для міжзоряних польотів. Початий ним джихад майже закінчився, об'єднавши людство, тепер багато людей шанують Муад'Діба як пророка. Його прибічник Корба став лідером церкви Муад'Діба. Пол, однак, переймається через наслідки породженого ним фанатизму. Тому він розробляє план розвитку людства, що приведе до застою, зате встановить повсюдний мир. Однак проти Пола готується змова Бене Ґессерит, ДАПТу та Тлейлаксу.
Преподобна матір Бене Ґессерит, Гай Гелен Могіям, схиляє на свій бік дружину Пола, імператрицю Ірулан, з якою Пол відмовився мати дітей. Ірулан потай підсипає коханій наложниці Пола, Чані, контрацептиви, щоб вона не народила спадкоємця. Пол знає про це, але не втручається, бо у видіннях бачить, що Чані помре при пологах. Едрік з Гільдії навігаторів ДАПТу допомагає змові, приховуючи її від ясновидіння Муад'Діба. Скителі з ордена Тлейлаксу підсилає йому подарунок — гхолу (клона) його героїчно загиблого вчителя Дункана Айдахо, на ім'я Гайт. Цей гхола покликаний посіяти сумніви в розумі Пола і тим самим підірвати його здатність правити імперією.
Імператора переслідує видіння падаючого місяця, котре він не може витлумачити. Згодом корінне населення Арракіса, фримени, починає втрачати довіру Муад'Дібові, бачачи біля нього «нечисте» творіння Тлейлаксу. Чані переходить на традиційну фрименську дієту та невдовзі вагітніє. Отейм вказує Полу на недовіру фрименів і дарує йому карлика Біджаза, що сам володіє ясновидінням. Коли солдати нападають на бунтівних фрименів, ті застосовують атомну зброю «каменепал». Пол виживає, проте втрачає зір. Тепер він цілком покладається на ясновидіння, хоча розуміє, що не може змінити майбутнє, яке вже знає. До того ж він відмовляється виконати звичай фрименів, згідно з яким сліпого слід лишити на смерть у пустелі.
Розслідування змови показує, що лідер церкви Муад'Діба, на ім'я Корба теж зрадник, тож його вбивають. Гайт підозрює злі наміри Біджаза і допитує його. Але карлик інтонацією голосу змушує гхолу почати виконувати програму Тлейлаксу. Той повинен запропонувати Полу угоду — коли Чані помре, буде створено її гхолу в обмін на відречення від трону. Якщо ж той не погодиться — вбити імператора. Але поступово пам'ять Дункана бере гору та блокує програму.
При пологах Чані помирає, символом скорботи за нею стає падаючий місяць. Програма змушує Гайта спробувати вбити Муад'Діба, але він пересилює і повністю відроджується як Дункан Айдахо. На свій подив, Пол дізнається, що Чані народила двійню — хлопчика і дівчинку, хоча у видіннях була одна дитина. До того ж обоє, як і Алія, ще до народження були свідомими і можуть знати пам'ять предків. Скителі сам пропонує Полу відродити Чані як гхолу, але імператор відмовляється, передбачаючи, що гхола буде певним чином запрограмована проти нього. Тоді Скителі погрожує дітям ножем, вимагаючи відректися від влади. Пол встановлює телепатичний зв'язок із сином і, дивлячись його очима, вбиває Скителі кидком кинджала.
Муад'Діб вирішує наслідувати звичай фрименів, що сліпий мусить бути лишений в пустелі. Він іде в добровільне вигнання в пустелю, чим повертає повагу фрименів. Своїх дітей він називає Лето і Ганіма, лишивши Алію їхнім регентом. Зникнувши, Пол вважається мертвим, але зберігає владу свого дому Атрідів над імперією.

## Адаптації
- «Діти Дюни» (2003) — екранізація однойменного роману і частково «Месії Дюни».

## Переклади українською
- Френк Герберт. Месія Дюни. — Харків: КСД, 2018. — 256 стор. Переклад з англійської: Наталія Михаловська